# Тибор Пор
Тибор Пор (мађ. Tibor Poór; 19. новембар 1914 — непознато) бивши је мађарски кајакаш на мирним водама (спринтер). Учествовао је на такмичењима у кајаку на мирним водама крајем 1930-их година. Веслао је на склопивом кајаку двоседу у пару са Иштваном Колнаијен
Пор и Колнаи су са репрезентацијом Мађарске учествовали на Олимпијским играма 1936. где је у дисциолини склопивог кајака двоседа на Ф-2 на 10.000 метара, заузели дванаесто место..